# Martina Meisenberg
Martina Meisenberg (* 31. Januar 1967 in Emden) ist eine deutsche Moderatorin. Bis ins Jahr 2008 moderierte sie beim SWR-Fernsehen das Landesmagazin Landesschau.

## Leben
In Tübingen studierte sie Romanistik und Diplom-Sportpädagogik, an der University of San Francisco Film und Screenplay Writing.
1995 kam sie zum Südwestfunk (SWF). Dort produzierte sie kurze Filme für „Baden-Württemberg aktuell“. Durch ein Volontariat kam sie zum Süddeutschen Rundfunk (SDR); hier durchlief sie verschiedene Stationen bis zur Landesschau beim späteren Südwestrundfunk (SWR). Martina Meisenberg verabschiedete sich am 5. Dezember 2008 auf eigenen Wunsch aus der Landesschau und vom SWR.
Sie hat eine Ausbildung zur Heilpraktikerin abgeschlossen und eine Praxis eröffnet. Sie arbeitet als Trainerin, Coach, Moderatorin und hält Vorträge und Seminare.
Martina Meisenberg ist Autorin, sie verfasste Kurzgeschichten und Krimis.